# Трабзон (ил)
Трабзон (тур. Trabzon) — ил на северо-востоке Турции.

## География
С севера территория областного центра ограничена побережьем Чёрного моря (протяжённость береговой линии 114 км), с юга — Лазистанским хребтом.
Трабзон граничит с илами: Гиресун на западе, Гюмюшхане и Байбурт на юге, Ризе на востоке.

## Население
Население — 975 137 жителей (2009): турки, лазы, большая община принявших ислам понтийских греков.
Крупнейшие города — Трабзон (215 тыс. жителей в 2000 году), Акчаабат, Кемалие.

## Административное деление
Областной центр Трабзон делится на 18 районов:
1. Акчаабат (Akçaabat)
2. Араклы (Araklı)
3. Арсин (Arsin)
4. Бешикдюзю (Beşikdüzü)
5. Чаршыбашы (Çarşıbaşı)
6. Чайкара (Çaykara)
7. Дернеклазары (Dernekpazarı)
8. Дюзкёй (Düzköy)
9. Хайрат (Hayrat)
10. Кёпрюбаши (Köprübaşı)
11. Мачка (Maçka)
12. Оф (Of)
13. Шалпазары (Şalpazarı)
14. Сюрмене (Sürmene)
15. Тонья (Tonya)
16. Трабзон (Trabzon)
17. Вакфыкебир (Vakfıkebir)
18. Ёмра (Yomra)

## Достопримечательности
- Храм Святой Софии (Трабзон)
- Монастырь Сумела
- Монастырь Куштул
- Монастырь Вазелон[англ.]
- Монастырь Каймаклы
- Фестиваль Кадырга